# Wyżnie Jaworowe Siodło
Wyżnie Jaworowe Siodło (ok. 1788 m) – płytkie siodło na krótkim bocznym Jaworowym Grzbiecie (Javorový hrebeň) odchodzącym w południowym kierunku od Suchego Wierchu Kondrackiego (1890 m) do Doliny Cichej w słowackich Tatrach Zachodnich. Znajduje się w tym grzbiecie pomiędzy Suchym Wierchem a Jaworową Kopą (1791 m), bliżej tej ostatniej.
Rejon przełączki to tereny trawiaste, ale stopniowo porastające pojedynczymi kępkami kosodrzewiny. Ze stoków zachodnich opada żlebek do Jaworowego Żlebu, stoki wschodnie opadają do koryta Wielkiego Żlebu Kondrackiego. Przejście z Suchego Wierchu na przełączkę nie sprawia żadnych trudności, trzeba tylko kluczyć między podwierzchołkowymi skałkami i kępami kosodrzewiny. Nie prowadzi tędy żaden znakowany szlak turystyczny, przejście Jaworowym Grzbietem ma jednak duże znaczenie. W zimie prowadzi nim jedyna w tej okolicy bezpieczna droga (tzn. bez zagrożenia lawinowego) z Doliny Cichej na główną grań.
Nazwę przełączki utworzył Władysław Cywiński w 13 tomie przewodnika Tatry.